# بيرندت زايته
بيرندت زايته (بالألمانية: Berndt Seite) (مواليد 22 أبريل 1940 في Hahnswalde ، Trebnitz)، سياسي ألماني. شغل منصب رئيس وزراء ولاية مكلنبورغ فوربومرن من عام 1992 إلى عام 1998 والرئيس الخامس والأربعون للبوندسرات الألماني في عام 1992.

## روابط خارجية
- بيرنت زايته على موقع مونزينجر (الألمانية)